# 9234 Matsumototaku
9234 Matsumototaku eller 1997 CH4 är en asteroid i huvudbältet som upptäcktes den 3 februari 1997 av den japanska astronomen Takao Kobayashi vid Ōizumi-observatoriet. Den är uppkallad efter den japanske amatörastronomen Takuya Matsumoto.
Asteroiden har en diameter på ungefär 3 kilometer.